# Goutam Ghose

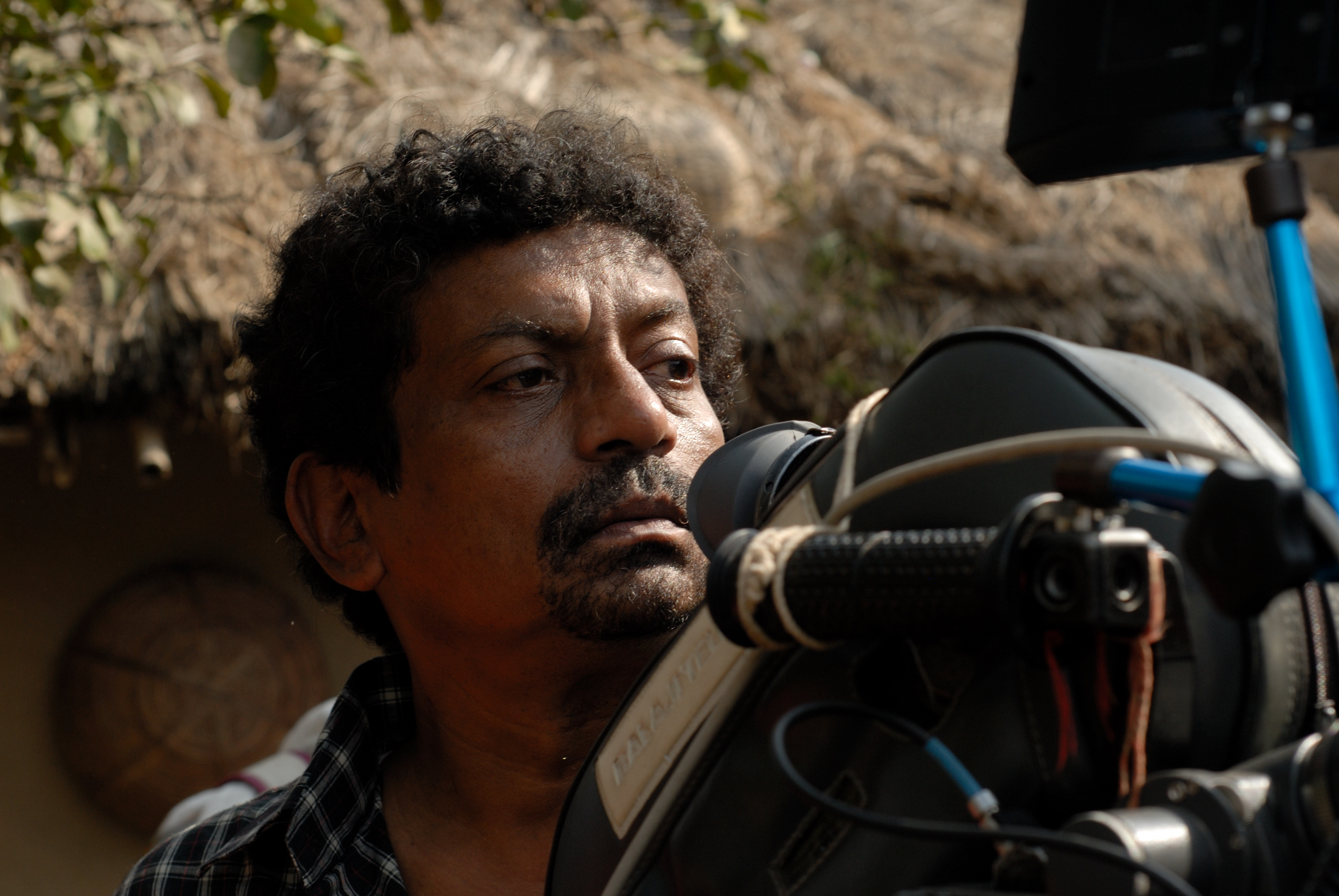
Goutam Ghose (2010)

Goutam Ghose (auch geschrieben Gautam Ghosh), (* 24. Juli 1950) ist Filmregisseur in West-Bengalen und Indien.

## Jugend
Goutam Ghose wuchs in Kalkutta als Sohn von Santana und Himangshu Kumar Ghose auf. Er besuchte die St John’s Diocesan School, später die Cathedral Missionary Boys’ School und erwarb einen Abschluss der University of Calcutta.

## Karriere
Erste Erfolge erzielte er mit Dokumentarfilmen. Mit „Hungry Autumn“ gewann er den Hauptpreis beim Oberhausen Film Festival. Es folgten Spielfilme wie Maa Bhoomi, Dakhal, Paar, Antarjali Yatra, Padma Nadir Majhi, Patang (1993), Dekha, Abar Aranye, Gudia, Kaalbela & Moner Manush. Er produzierte bekannte Dokumentarfilme wie Meeting A Milestone (über Ustad Bismillah Khan), Beyond the Himalayas, Land of Sand Dunes, Ray (über Satyajit Ray), Impermanence (über den Dalai Lama). Er erhielt viele nationale Film Awards in Indien neben zahlreichen internationalen Auszeichnungen wie den  Silver Balloon Award, Nantes Film Festival, den UNESCO Award, Auszeichnungen bei den Festspielen in Cannes Film Festival und in Venedig sowie den begehrten Vittorio Di Sica Award.
2017 wurde er in die Academy of Motion Picture Arts and Sciences (AMPAS) aufgenommen, die jährlich die Oscars vergibt.

## Filmografie (Auswahl)
- 1984: Paar, Regie
- 1998: Fakir, Regie
- 2001: Dekha, Regie
- 2002: Mr. and Mrs. Iyer, Kamera
- 2002: Moner Manush, Regie